# Вестерос (град)
Вижте пояснителната страница за други значения на Вестерос.
Вестеро̀с (на шведски: Västerås) е град в Централна Швеция, лен Вестманланд. Главен административен център на община Вестерос и лен Вестманланд.
Разположен е на северния бряг на езерото Меларен и се намира на около 100 км от столицата Стокхолм. Населението му по данни от преброяването през 2010 година се изчислява на 110 877 души. Името му произлиза от словосъчетанието Västra Aros (Вестра Арос), което е означение за естуара на реката Свертон. Градът е един от 133-те в Швеция с исторически статут.

## История
Вестерос е един от най-старите градове в Швеция и цяла Северна Европа. Има сведения, че е бил населен много преди 1000 година след Христа. В началото на 11 век това е вторият по големина град в Швеция.
Тук Юханес Рудбекиус основава най-старата гимназия в Швеция – Rudbeckianska Gymnasiet, през 1623.

## Съвременен облик
Вестерос е предимно индустриален град. През 1891 година там е създадена малка водноелектрическа централа, една от първите в Европа. В центъра на града се намира и една от най-високите сгради в страната – 24-етажен небостъргач, наречен Skrapan (букв. „Скрападжия“). Местният колеж се нарича Мелардален.

## Личности, родени във Вестерос
- Патрик Исаксон, плувец
- Никлас Лидстрьом, хокеист

## Побратимени градове
- Олесун, Норвегия
- Акюрейри, Исландия